# Alphitonia oblata
Alphitonia oblata är en brakvedsväxtart som beskrevs av Anthony R. Bean. Alphitonia oblata ingår i släktet Alphitonia och familjen brakvedsväxter. Inga underarter finns listade i Catalogue of Life.